# Алиса де Бо
Алиса де Бо (фр. Alix des Baux, ок. 1367—1426) — последняя графиня д'Авеллино и сеньора де Бо с 1375.

## Биография
Дочь Раймонда II де Бо и Жанны де Бофор.
После смерти малолетнего брата, посмертного сына Раймонда II, унаследовала графство Авеллино и сеньорию Бо, владения дяди Антуана де Бо, а также земли кузена Амьеля де Бо, последнего сеньора Бранта и Плезиана. Другой её дядя, Франсуа, барон д’Обань, также завещал ей свои владения, в результате чего она сосредоточила в своих руках все земли линии Авеллино.
Была помещена королевой Джованной под опеку матери, затем, так как та вторично вышла замуж в 1375 за Ги де Шовиньи, под опеку деда по матери Гильома III Роже, графа де Бофор и виконта де Тюренна, племянника папы Климента VI и брата Григория XI. Значительное богатство внучки возбудило жадность её опекуна, от которого дядя Алисы Франсуа д’Обань был вынужден её защищать.
Затем опекуном стал дядя, Раймонд де Тюренн, сын Гильома III Роже. Он обосновался как хозяин в замке Бо, а в 1380 отвез Алису в Авиньон, где жила её родственница Мария де Бо-Оранская, и там, против её воли и без согласия семьи выдал замуж за Одона де Виллара, родственника авиньонского папы Климента VII.
В 1382 королева Джованна была убита по приказу Карла III Дураццо. Прованс стал ареной борьбы между Луи I Анжуйским, поддержанным папой Климентом VII, и сторонниками Дураццо, объединившимися в конфедерацию под названием Союз Экса, и начавшими в 1383 гражданскую войну. Она закончилась только в 1387, после гибели Карла Дураццо в Венгрии.
Раймонд де Тюренн был самым яростным противником анжуйского дома. Набрав наемную армию, он продолжал отчаянную и жестокую борьбу с графами Прованса, авиньонскими папами и войсками короля Франции до самой своей гибели в 1400. Даже посланный королём знаменитый маршал Жан II ле Менгр (Бусико), зять и наследник Раймонда, не мог его уговорить сложить оружие.
Помимо прочего, Раймонд пытался овладеть наследством, доставшимся Алисе от родственников, Амьеля и Бертрана де Бо, а также отказывался передать ей замок Бо. Одон де Виллар, также известный командир рутьеров, назначенный в 1390 ректором Конта-Венессена, захватил замки Корр и Брант и начал с Раймондом войну, заливавшую Прованс кровью еще десять лет.
Только после смерти Раймонда де Тюренна Алисе были возвращены её замки Бо, Монпаон, Мурье, Кастильон, Седерон и Эгий, за которые они с Одоном де Вилларом 8 октября 1399 принесли оммаж Луи II.
Около 1409 Алиса добилась от антипапы Бенедикта XIII развода с де Вилларом, и вышла замуж за Конрада IV фон Фрайбурга, графа Невшателя (ум. 1424). В 1417 она заявила претензии на наследование графства Бофор и виконтства Тюренн, приняв эти титулы. В 1424 добилась от императора Сигизмунда права чеканить монету, которое имели её предки.

## Наследство
Овдовев и не имея детей, она 7 октября 1426 сделала свои последние распоряжения. Актом, данным в замке Бо, она отказала своему внучатому племяннику Жану де Шалону, сыну принца Оранского, 10 тыс. флоринов и все, что она унаследовала в Турени от своего первого мужа Одона де Виллара; своему племяннику, Луи де Шалону, принцу Оранскому она оставила все, унаследованное от второго мужа, Конрада Фрайбургского и, более того, наследство своей кузины Жермены-Антуанетты де Тюренн, жены Бусико.
Завещав Малосен, Вильфранш и Ле-Бюи своей внебрачной сестре Буржетте, а Барбантан кузену Карлу Урхельскому, епископу Тортосы, она поручила Сиффруа де Жигонда, коменданту замка Бо, передать его только её главному наследнику Гильому де Бо, герцогу Андрии, а в случае, если он не сможет вступить в наследование, тогда Джованни Антонио дель Бальцо-Орсини, принцу Тарентскому, или Габриелю дель Бальцо-Орсини, герцогу Венозы, его брату (оба внучатые племянники Раймонда де Бо, графа Солето). В случае же, если и это окажется невозможным, владения должны были перейти к племяннику, Луи де Шалону принцу Оранскому, при условии ношения гербов де Бо.
Алиса умерла в замке Бо в 1426, и с ней пресеклась старшая линия дома де Бо.
Луи III Анжуйский, король Неаполя и граф Прованса, отказался признавать это завещание, как составленное в пользу иностранцев, Гильома д'Андрия и дель Бальцо-Орсини, и попытался захватить её владения. После четырех месяцев осады, 21 февраля 1427 Сиффруа де Жигонда сдал замок Бо командиру анжуйцев Жану д'Арлатану. Однако, против незаконных действий Луи выступил римский папа Мартин V, и 7 сентября 1428 граф Прованский отказался в пользу Гильома де Бо герцога Андрии, от всех претензий на владения Алисы в Провансе, кроме замка Бо.